# Снайпер (серия фильмов)
«Снайпер» (англ. Sniper) — это серия боевиков и военных фильмов, которая началась с фильма 1993 года «Снайпер», в центре которого — персонажи главного артиллерийского сержанта Томаса Беккета (Том Беренджер) и артиллерийского сержанта Брэндона Беккета (Чад Майкл Коллинз), которые работают снайперами-разведчиками в войсках корпуса морской пехоты США.

## Фильмы
| Фильм                       | Дата выхода в США   | Режиссёр(ы)       | Сценарист(ы)                      | Продюсер(ы)                                  |
| --------------------------- | ------------------- | ----------------- | --------------------------------- | -------------------------------------------- |
| Снайпер                     | 29 января 1993 г.   | Луис Льоса        | Майкл Фрост Бекнер и Крэш Лейланд | Роберт Л. Розен                              |
| Снайпер 2                   | 28 декабря 2002 г.  | Крейг Р. Бэксли   | Рон Мита и Джим Макклейн          | Кэрол Коттенбрук и Скотт Эйнбиндер           |
| Снайпер 3                   | 28 сентября 2004 г. | Пи Джей Пеше      | Дж. С. Кардоне и Росс Хелфорд     | Кэрол Коттенбрук и Скотт Эйнбиндер           |
| Снайпер 4: Перезагрузка     | 26 апреля 2011 г.   | Клаудио Фах       | Джон Фазано                       | Клаудио Фах и Дэвид Вихт                     |
| Снайпер: Наследие           | 30 сентября 2014 г. | Дон Майкл Пол     | Джон Фазано и Дон Майкл Пол       | Джеффри Бич, Филип Дж. Рот и Скотт Эйнбиндер |
| Снайпер: Призрачный стрелок | 2 августа 2016 г.   | Дон Майкл Пол     | Крис Хоти                         | Джеффри Бич и Филип Рот                      |
| Снайпер: Идеальное убийство | 3 октября 2017 г.   | Клаудио Фах       | Крис Хоти                         | Дэвид Зелон                                  |
| Снайпер: Финал убийцы       | 16 июня 2020 г.     | Кааре Эндрюс      | Оливер Томпсон                    | Грег Малкольм, Вики Сотеран и Оливер Томпсон |
| Снайпер: Смертельная миссия | 16 августа 2022 г.  | Оливер Томпсон    | Оливер Томпсон                    | Ронда Бейкер, Бэй Дарис и Марк Монтегю       |
| Снайпер: Мировой спецназ    | 26 сентября 2023 г. | Оливер Томпсон    | Оливер Томпсон                    | Бэй Дарис и Пол Паркер                       |
| Снайпер: Последняя битва    | 28 января 2025 г.   | Данишка Эстерхази | Шон Уотен                         | Даррен Камерон                               |

### Снайпер (1993)
Мастер-артиллерийский сержант Томас Беккет, опытный снайпер, и Ричард Миллер отправляются с заданием убить панамского генерала.

### Снайпер 2 (2002)
Томасу Беккету и Джейку Коулу поручено убить сербского генерала, ответственного за нападения на этнические чистки.

### Снайпер 3 (2004)
Снайпер Томас Беккет нанят сотрудниками АНБ Уильямом Эйвери и Ричардом Аддисом для проведения тайной операции по ликвидации подозреваемого вора в законе-террориста в Народной Республике Вьетнам, который оказывал поддержку «Джемаа Исламия».

### Снайпер 4: Перезагрузка (2011)
С помощью Ричарда Миллера сержант морской пехоты Брэндон Беккет, сын Томаса Беккета, принимает на себя мантию, возложенную его отцом, и отправляется на собственную миссию.

### Снайпер: Наследие (2014)
После убийства военачальников сержант-артиллерист Брэндон Беккет узнает, что его отец - один из них. Пытаясь выследить убийцу, Брэндон узнает, что его отец жив, и понимает, что его используют как приманку.

### Снайпер: Воин-призрак (2016)
Артиллерийскому сержанту Брэндону Беккету дается еще одна миссия, в которой ему поручено защитить грузинский газопровод от террористов, спонсируемых арабами, однако все усложняется, когда в бой вступает профессиональный снайпер-террорист по имени Равшан Газаков.

### Снайпер: Идеальное убийство (2017)
Старшему сержанту Брэндону Беккету поручено защитить агента DEA от снайпера наркокартеля, известного как «Дьявол».

### Снайпер: Финал убийцы (2020)
Легендарный снайпер Томас Беккет и его сын, снайпер спецназа Брэндон Беккет, скрываются от ЦРУ, российских наемников и убийцы, обученного якудза, со снайперскими навыками, которые могут конкурировать с обоими легендарными меткими стрелками.

### Снайпер: Смертельная миссия (2022)
Обнаружив сеть торговли людьми в целях сексуальной эксплуатации, работающую с коррумпированным агентом, Брэндон Беккет объединяется с союзниками из своего прошлого, агентом Зиком «Зеро» Розенбергом и Юки «Леди-Смерть» Мифунэ, чтобы раскрыть личность агента и остановить банду. 

### Снайпер: Мировой спецназ (2023)
Когда международный террористический культ угрожает глобальной политической стабильности и похищает коллегу-агента, снайпер-ас Брэндон Беккет (Чад Майкл Коллинз) и недавно сформированная группа глобального реагирования и разведки – во главе с полковником Стоуном (Деннис Хейсберт) должны путешествовать по всему миру. мира на Мальту, проникните в культ и уничтожьте его лидера, чтобы освободить Леди Смерть (Луна Фудзимото) и остановить глобальную угрозу. Райан Роббинс и Джош Бренер также играют главные роли в этой части франшизы «Снайпер». 

## Актерский состав и съемочная группа

### Основной состав
| Персонажи                                 | Фильмы        | Фильмы        | Фильмы        | Фильмы                  | Фильмы            | Фильмы                      | Фильмы                      | Фильмы                | Фильмы                      | Фильмы                   |
| Персонажи                                 | Снайпер       | Снайпер 2     | Снайпер 3     | Снайпер 4: Перезагрузка | Снайпер: Наследие | Снайпер: Призрачный стрелок | Снайпер: Идеальное убийство | Снайпер: Финал убийцы | Снайпер: Смертельная миссия | Снайпер: Мировой спецназ |
| Персонажи                                 | 1993 год      | 2002 г.       | 2004 г.       | 2011 год                | 2014 год          | 2016 год                    | 2017 год                    | 2020 год              | 2022 год                    | 2023 год                 |
| ----------------------------------------- | ------------- | ------------- | ------------- | ----------------------- | ----------------- | --------------------------- | --------------------------- | --------------------- | --------------------------- | ------------------------ |
| Старший артиллерийский сержант Том Беккет | Том Беренджер | Том Беренджер | Том Беренджер | Упомянут                | Том Беренджер     | Упомянут                    | Том Беренджер               | Том Беренджер         |                             |                          |
| Брэндон Беккет                            |               |               |               | Чад Майкл Коллинз       | Чад Майкл Коллинз | Чад Майкл Коллинз           | Чад Майкл Коллинз           | Чад Майкл Коллинз     | Чад Майкл Коллинз           | Чад Майкл Коллинз        |
| Ричард Миллер                             | Билли Зейн    | Упомянут      |               | Билли Зейн              |                   | Билли Зейн                  | Билли Зейн                  |                       |                             |                          |
| Полковник Честер Ван Дамм                 | Джей Ти Уолш  |               |               |                         |                   |                             |                             |                       |                             |                          |
| Капрал Дуг Папич                          | Аден Янг      |               |               |                         |                   |                             |                             |                       |                             |                          |
| Джейк Коул                                |               | Боким Вудбайн |               |                         |                   |                             |                             |                       |                             |                          |
| Павел                                     |               | Тамаш Пушкаш  |               |                         |                   |                             |                             |                       |                             |                          |
| Агент ЦРУ Джеймс Эклз                     |               | Дэн Батлер    |               |                         |                   |                             |                             |                       |                             |                          |
| Полковник Дэн МакКенна                    |               | Линден Эшби   | Упомянут      |                         |                   |                             |                             |                       |                             |                          |
| Директор ЦРУ Билл Эйвери                  |               |               | Денис Арндт   |                         |                   |                             |                             |                       |                             |                          |
| Пол «Финн» Финнеган                       |               |               | Джон Доман    |                         |                   |                             |                             |                       |                             |                          |
| Детектив Цюань                            |               |               | Байрон Манн   |                         |                   |                             |                             |                       |                             |                          |
| Лейтенант Эллен Абрамовиц                 |               |               |               | Аннабель Райт           |                   |                             |                             |                       |                             |                          |
| Мартин Чендлер                            |               |               |               | Патрик Листер           |                   |                             |                             |                       |                             |                          |
| Полковник Ральф Йегер                     |               |               |               | Ричард Сэммел           |                   |                             |                             |                       |                             |                          |
| Майор Гай Бидвелл                         |               |               |               |                         | Доминик Мафэм     | Доминик Мафэм               |                             |                       |                             |                          |
| Габриэль «Полковник» Стоун                |               |               |               |                         | Деннис Хейсберт   | Деннис Хейсберт             |                             | Упомянут              | Деннис Хейсберт             | Деннис Хейсберт          |
| Кейт Эстрада                              |               |               |               |                         |                   |                             | Данай Гарсия                |                       |                             |                          |
| Агент Джон Самсон                         |               |               |               |                         |                   |                             | Джо Лэндо                   |                       |                             |                          |
| Зик «Зеро» Розенберг                      |               |               |               |                         |                   |                             |                             | Райан Роббинс         | Райан Роббинс               | Райан Роббинс            |
| Юки «Леди Смерть» Мифунэ                  |               |               |               |                         |                   |                             |                             | Саяка Акимото         | Саяка Акимото               | Луна Фудзимото           |
| Гилди                                     |               |               |               |                         |                   |                             |                             |                       | Брендан Секстон III         |                          |
| Пит                                       |               |               |               |                         |                   |                             |                             |                       | Джош Бренер                 | Джош Бренер              |

### Съёмочная группа
| Должность      | Фильм                           | Фильм                             | Фильм                             | Фильм                                                    | Фильм                                                   | Фильм                             | Фильм                             | Фильм                             | Фильм                             | Фильм                             |
| Должность      | Снайпер                         | Снайпер 2                         | Снайпер 3                         | Снайпер 4: Перезагрузка                                  | Снайпер: Наследие                                       | Снайпер: Призрачный стрелок       | Снайпер: Идеальное убийство       | Снайпер: Финал убийцы             | Снайпер: Смертельная миссия       | Снайпер: Мировой спецназ          |
| -------------- | ------------------------------- | --------------------------------- | --------------------------------- | -------------------------------------------------------- | ------------------------------------------------------- | --------------------------------- | --------------------------------- | --------------------------------- | --------------------------------- | --------------------------------- |
| Режиссёр       | Луис Льоса                      | Крейг Р. Бэксли                   | Пи Джей Пеше                      | Клаудио Фах                                              | Дон Майкл Пол                                           | Дон Майкл Пол                     | Клаудио Фах                       | Кааре Эндрюс                      | Оливер Томпсон                    | Оливер Томпсон                    |
| Композитор     | Гэри Чанг                       | Гэри Чанг                         | Тим Джонс                         | Дэвид Сафриц Маркус Трампп                               | Фредерик Видманн                                        | Фредерик Видманн                  | Фредерик Видманн                  | Патрик Кэрд                       | Оливер Томпсон                    | Оливер Томпсон                    |
| Сценарист      | Майкл Фрост Бекнер Крэш Лейланд | Рон Мита и Джим Макклейн          | Дж. С. Кардоне Росс Хелфорд       | Сценарий Джон Фазано Рассказ Росса Хелфорда Джона Фазано | Сценарий Джон Фазано Дон Майкл Пол Рассказ Джона Фазано | Крис Хоти                         | Крис Хоти                         | Оливер Томпсон                    | Оливер Томпсон                    | Оливер Томпсон                    |
| Подбор актёров | Майкл Фрост Бекнер Крэш Лейланд | Майкл Фрост Бекнер и Крэш Лейланд | Майкл Фрост Бекнер и Крэш Лейланд | Майкл Фрост Бекнер и Крэш Лейланд                        | Майкл Фрост Бекнер и Крэш Лейланд                       | Майкл Фрост Бекнер и Крэш Лейланд | Майкл Фрост Бекнер и Крэш Лейланд | Майкл Фрост Бекнер и Крэш Лейланд | Майкл Фрост Бекнер и Крэш Лейланд | Майкл Фрост Бекнер и Крэш Лейланд |